# جین لینگ
جین لینگ (به انگلیسی: Jin_Ling) یک برند سیگار است؛ که در حال حاضر توسط شرکت تنباکوی بالتیک تولید می‌شود. این برند در سال ۱۹۹۷ پایه‌گذاری گردید.